# サウジアラビアにおけるLGBTの権利
サウジアラビアにおけるLGBTの権利（アラビア語: حقوق المثليين في السعودية）は、社会的に容認されておらず、婚姻関係を結んだことで行われる以外の性行為と同様に、国全体で厳しい非難の対象になっている。
サウジアラビアはシャリーアに基づいた司法が敷かれており、同性愛が違法（犯罪）と見なされているため、LGBTの権利を求める社会運動は表立って存在しない。違反した場合、モーリタニア・ナイジェリア・ソマリアといった国々と同様に死刑を宣告される可能性がある。

## シャリーアによる量刑
サウジアラビアの司法制度は最高宗教指導者たる大ムフティーが発したファトワーを中心に構成されており、同性間で性的な関係を持つことは重大な犯罪とみなされている。ソドミーとして告発された既婚男性はラジム刑を宣告され、未婚の場合は100回の鞭打ちと1年間の国外追放を課される。女性同士の性行為も違法と規定されており、ムスリムと同性愛関係にあった非ムスリムもラジム刑に処される。
上述したように死刑の規定は存在するが、当局は死刑を課すことをあまり好まず、通常は身体刑・投獄・罰金刑で済まされることが多い。2020年4月、未成年者同士の同性愛関係に対する量刑が、従来の死刑から10年以下の懲役に減刑された。